# Pont des Courants
Le pont des Courants (puente de las Corrientes en espagnol), est un pont bow-string qui franchit le fleuve Lérez dans la ville de Pontevedra, en Espagne. Il a été inauguré en 2012 et relie l'Avenue Uruguay et la rue Domingo Fontán.

## Historique
Le lieu où se trouve le pont est connu sous le nom de Les Courants (Las Corrientes), car c'est là que les eaux de la rivière Rons rencontrent celles du fleuve Lérez et de la ria de Pontevedra. Depuis 1989, la construction d'un nouveau pont dans ce lieu des Corrientes était prévue pour relier les deux rives du fleuve Lérez. Cependant, ce n'est qu'au début du XXIe siècle que cette idée a été reprise pour assurer une autre sortie du centre-ville vers le nord et les plages de la ria de Pontevedra et un accès direct à l'autoroute AP-9,,.
En 2008, le conseil municipal a organisé un concours d'idées pour décider de la conception du nouveau pont. Finalement, l'une des propositions pour un pont en arc a été choisie parce qu'elle combinait modernité et intégration à l'environnement urbain, la hauteur de 10 mètres de ses deux arcs métalliques n'étant pas jugée excessive afin de ne pas nuire à la vue de la basilique Sainte-Marie Majeure. La construction du pont a commencé le 23 décembre 2008. Il a été inauguré le 28 juin 2012 avec son ouverture à la circulation routière.

## Description
Ce pont a une longueur totale entre les culées (portée) de 116 mètres. Sa structure principale est constituée de deux arcs parallèles constitués de tubes en acier blanc de 10,5 mètres de haut auxquels sont suspendus 17 haubans en acier pour soutenir le tablier du pont. Les arcs métalliques sont appuyés sur des fondations en béton armé. Sa structure est légère, élégante et diaphane.
Il possède deux voies routières dans chaque sens ainsi que deux pistes cyclables. Des deux côtés du pont se trouve une passerelle piétonne couverte. La circulation des piétons et des cyclistes est séparée de la circulation automobile. La fonctionnalité du pont a été conçue avec un passage souterrain pour piétons avec un éclairage naturel à travers le rond-point supérieur de l'avenue Uruguay. Ce passage souterrain pour piétons, qui passe sous le pont, est protégé sur le côté de la ria par un écran de verre, de sorte que l'eau peut être vue lors des marées hautes lorsque le niveau de la mer monte.

## Galerie

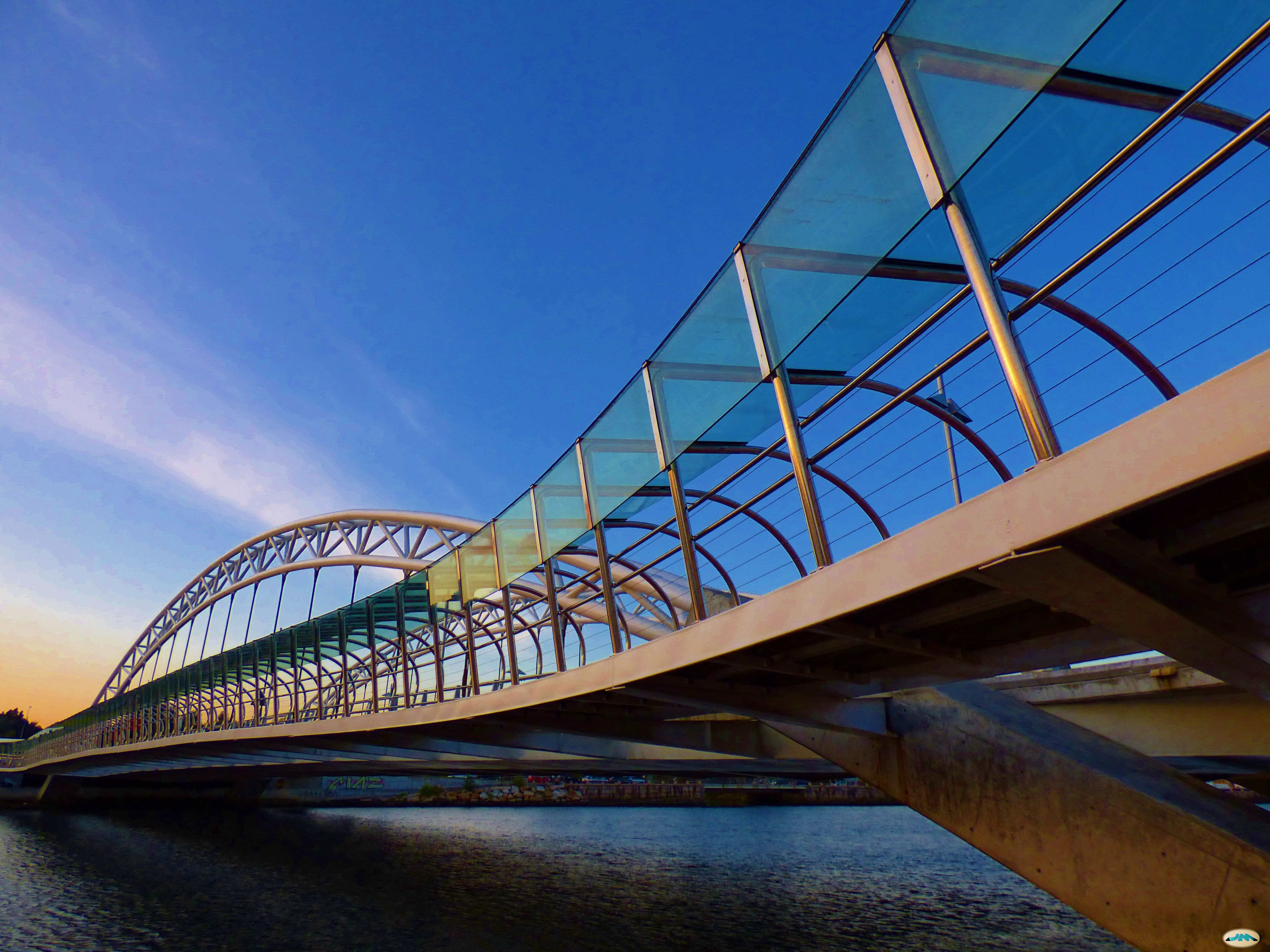
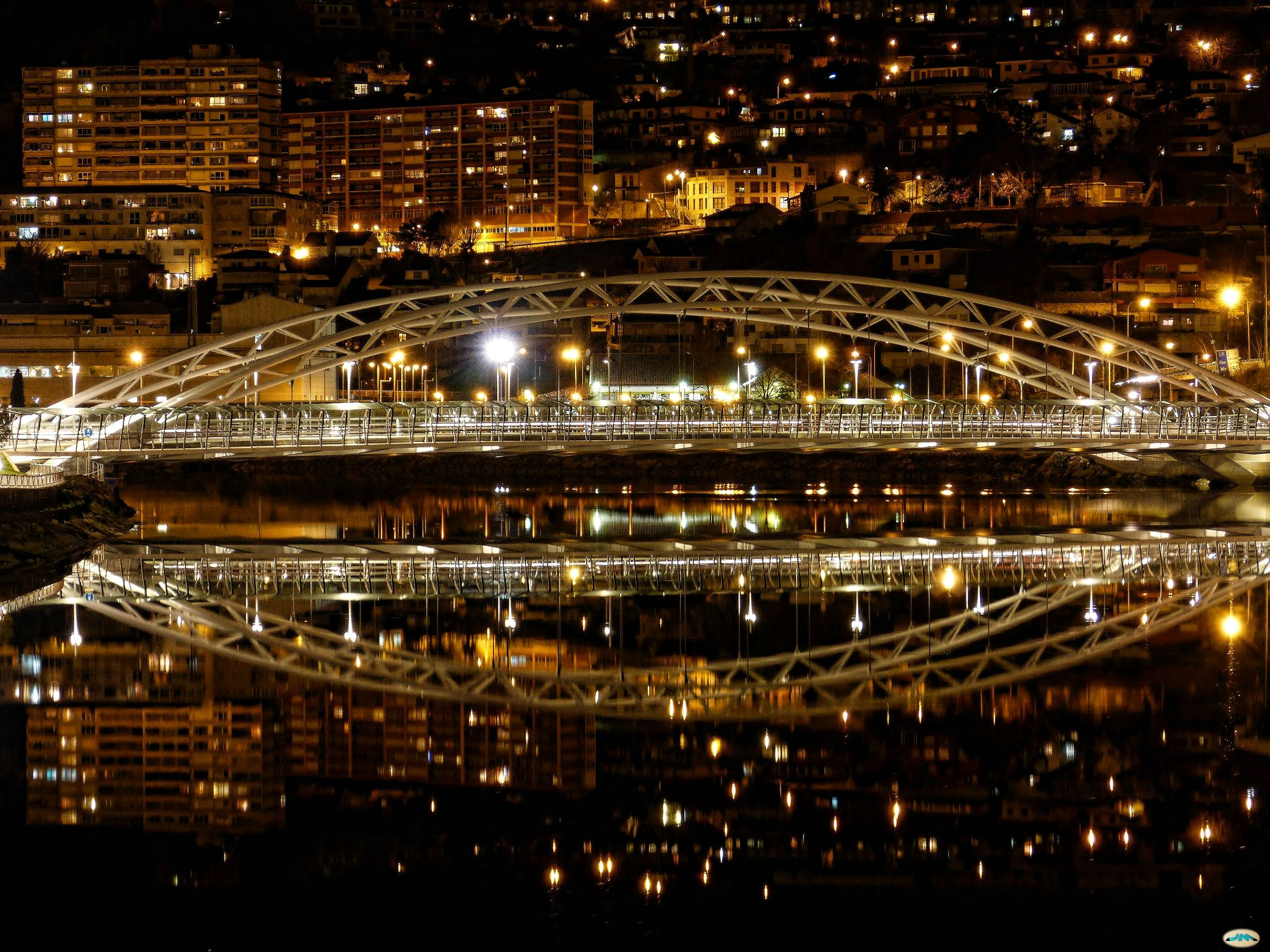
Pont la nuit
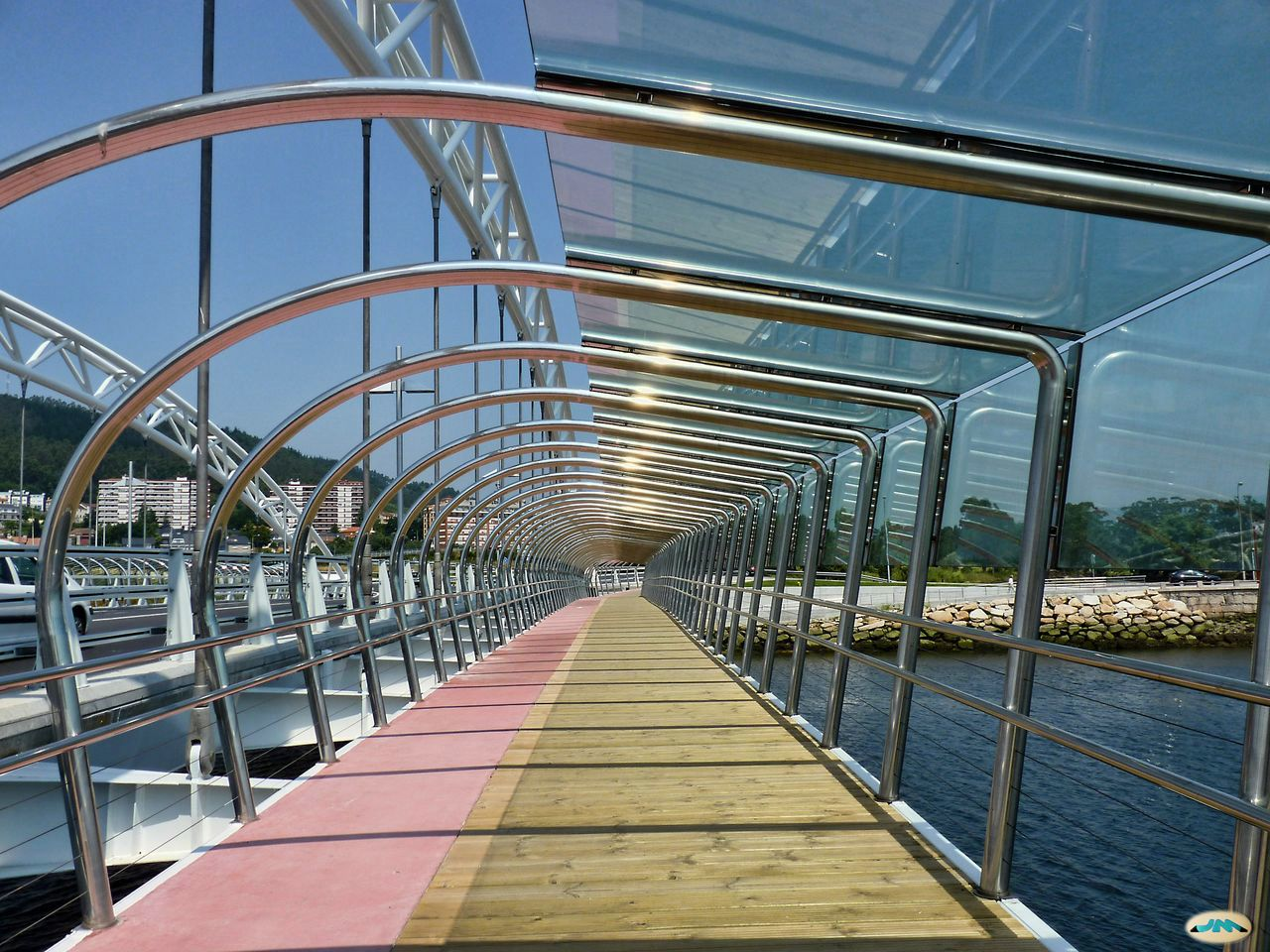
Piste cyclable et passerelle piétonne
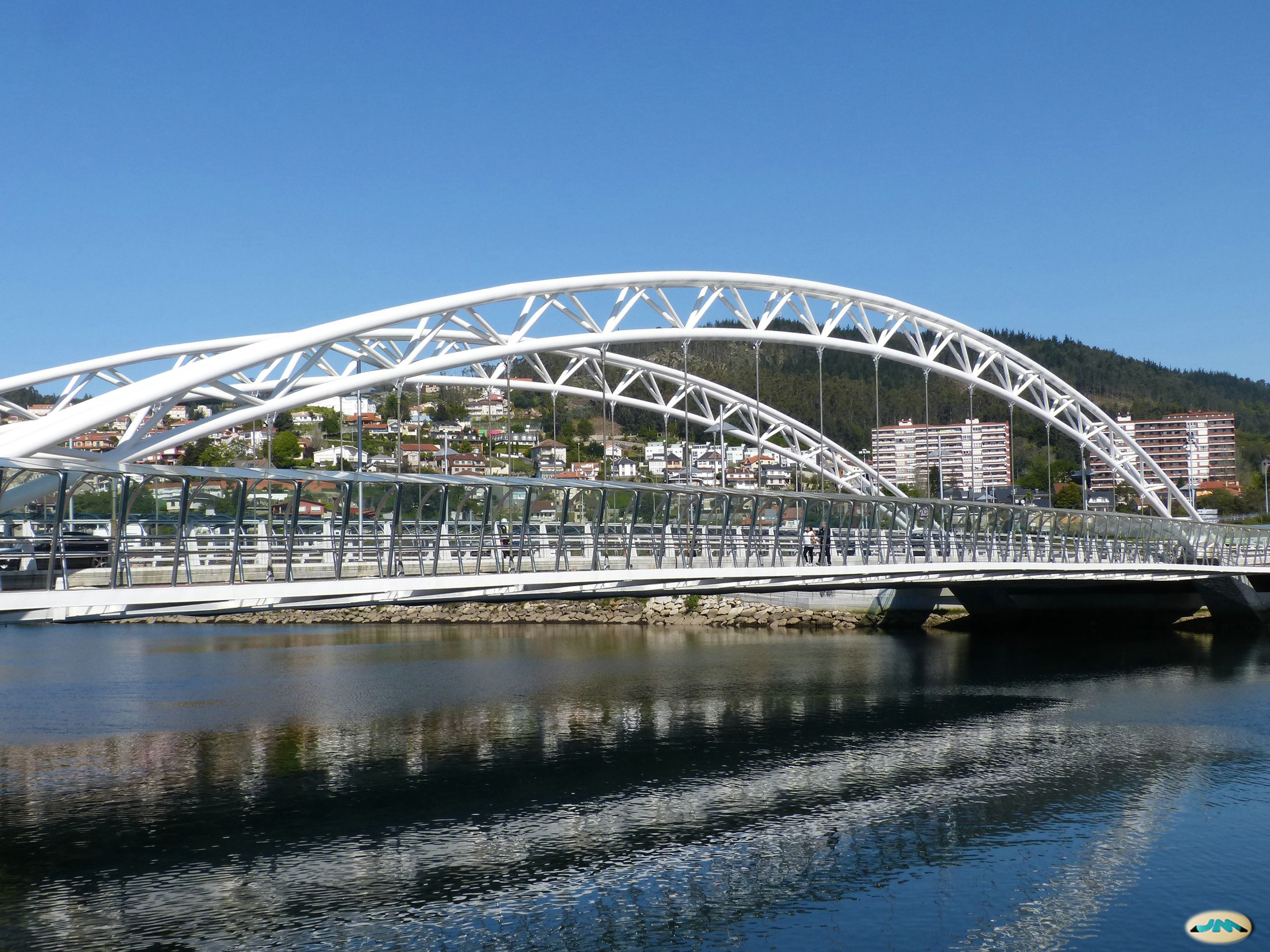
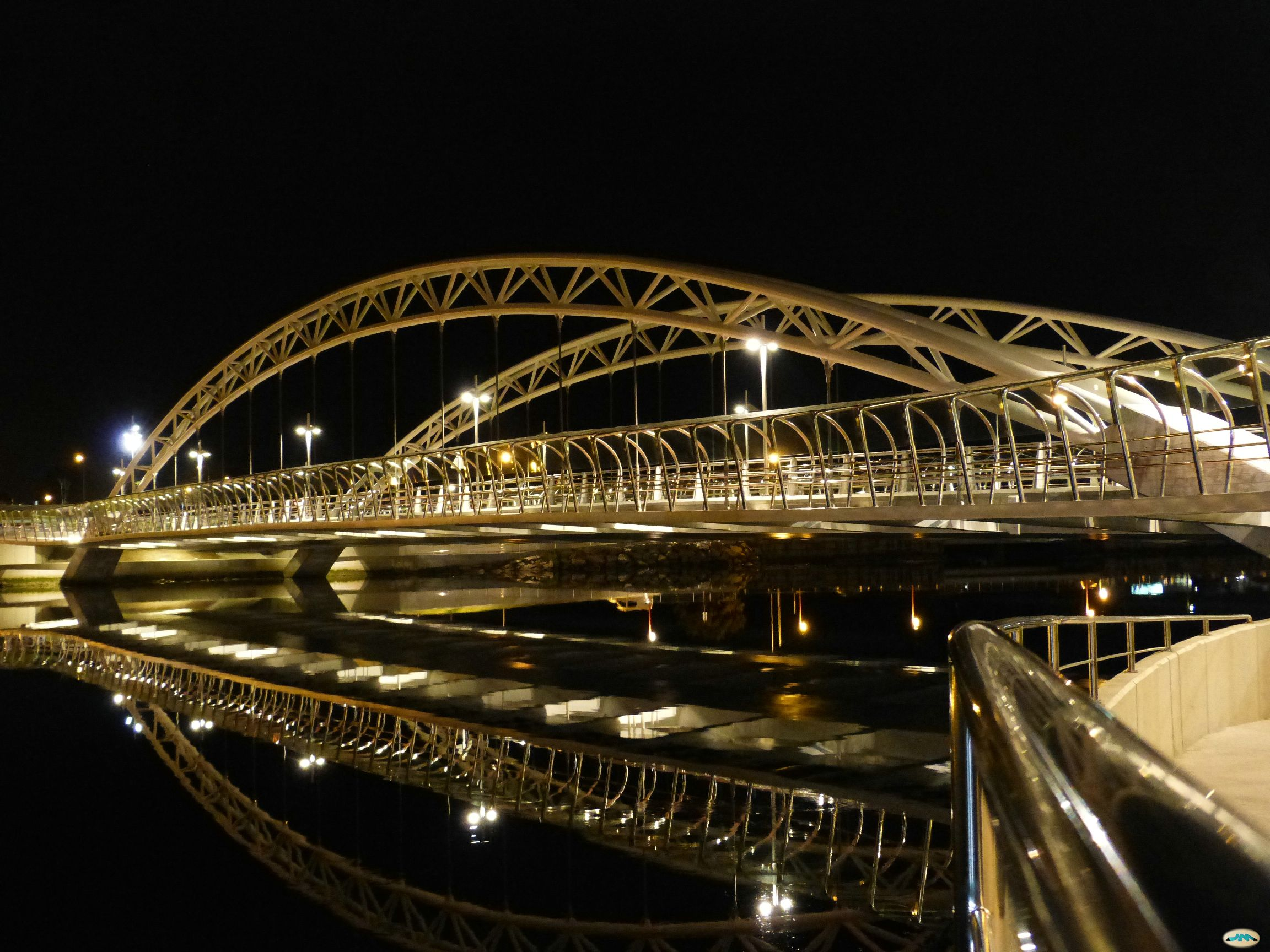
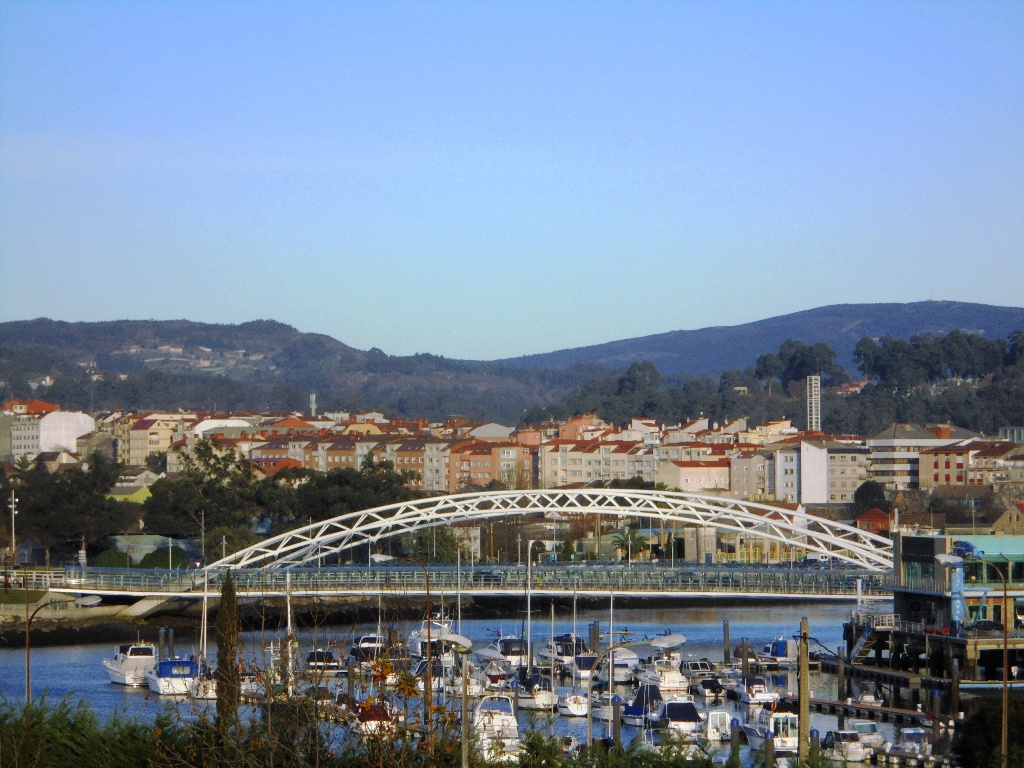
Pont et port de plaisance
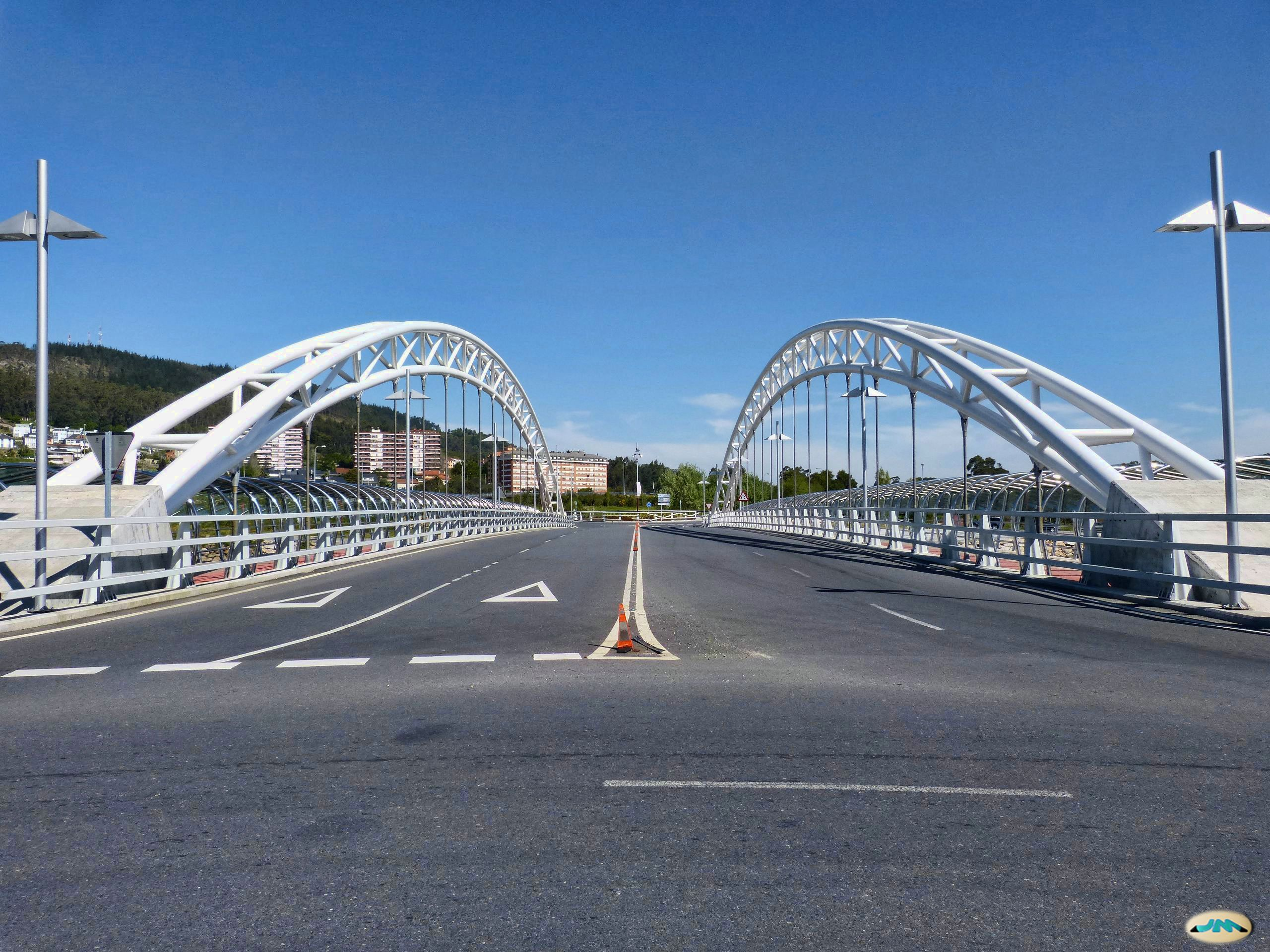
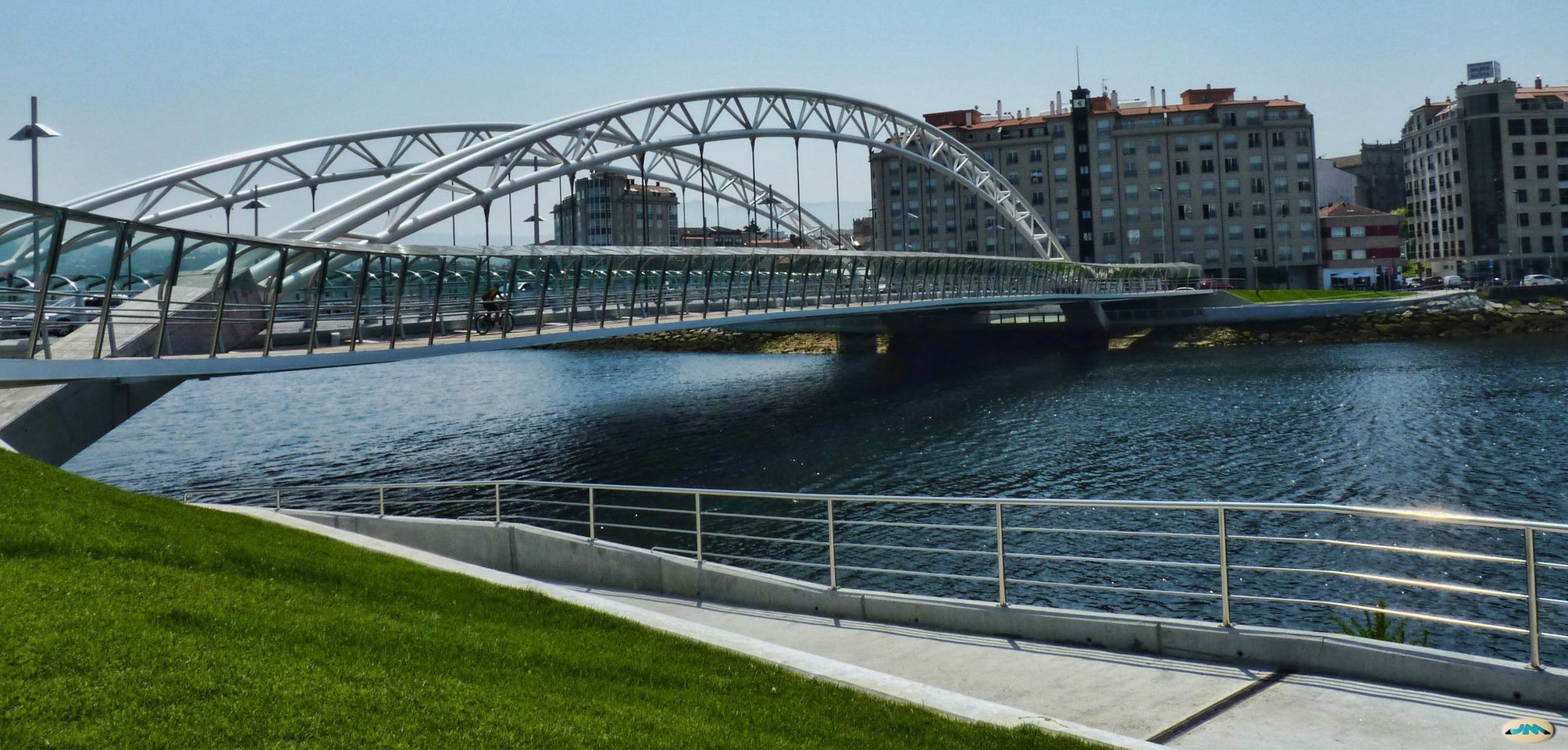
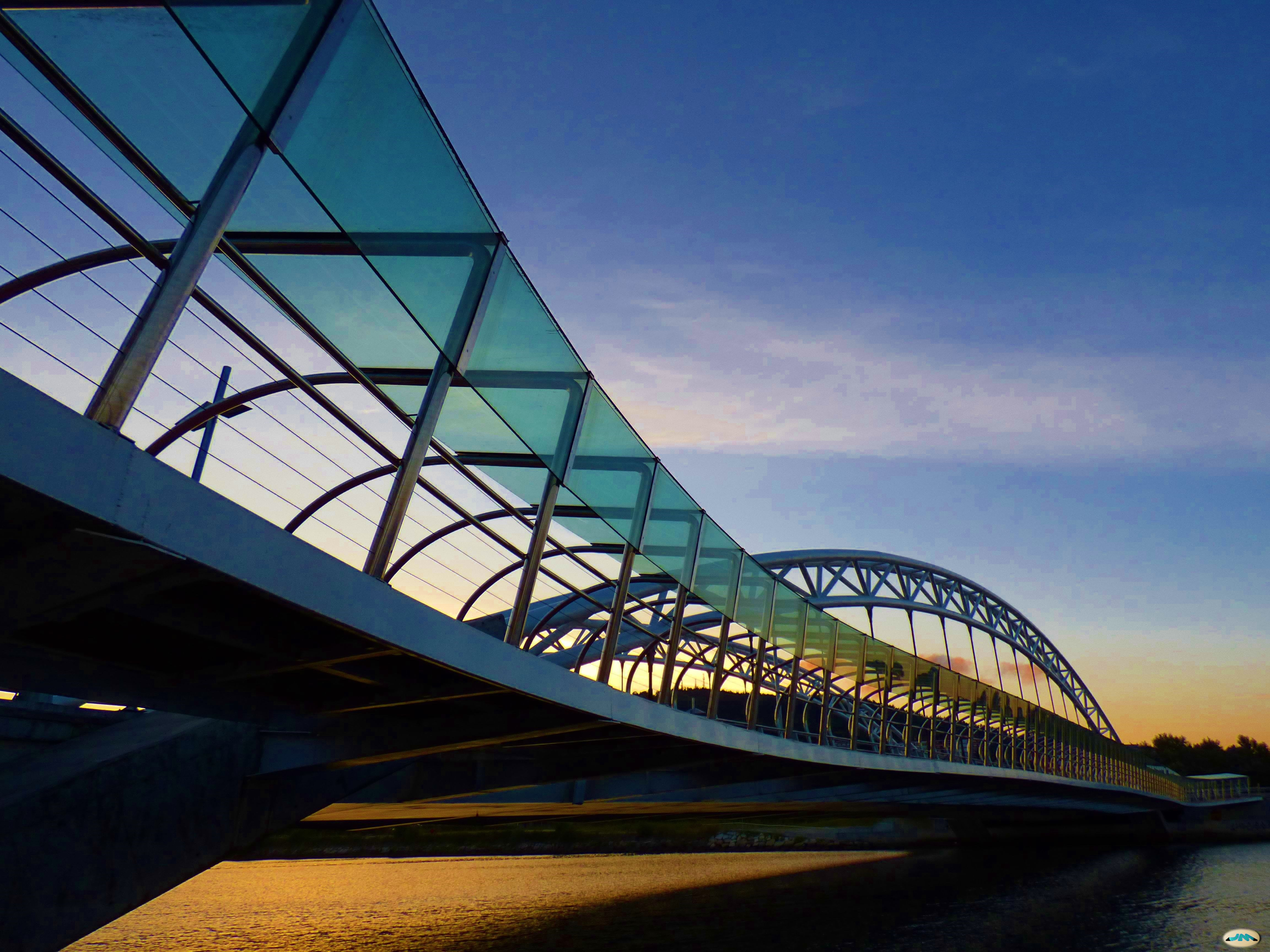
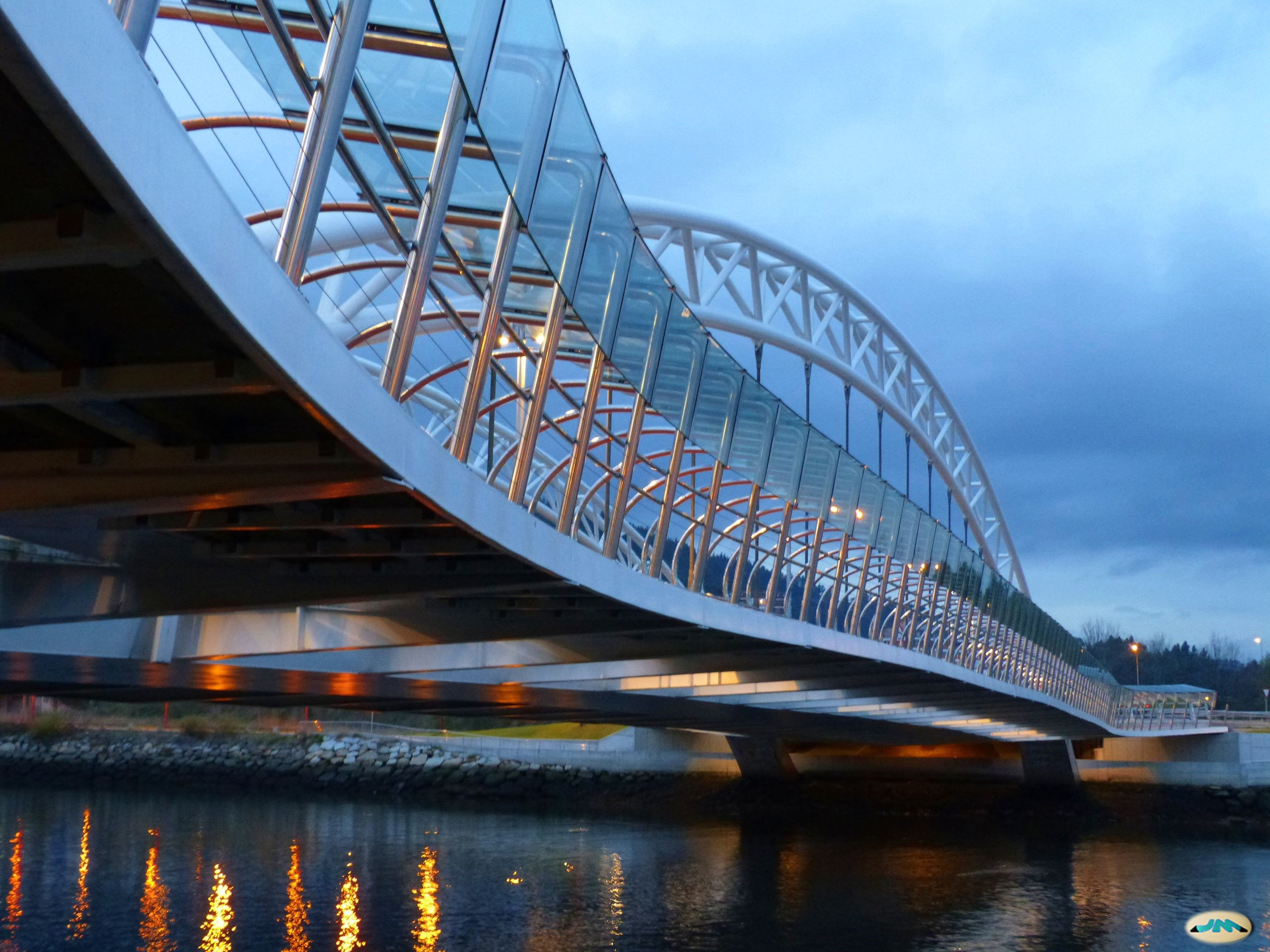
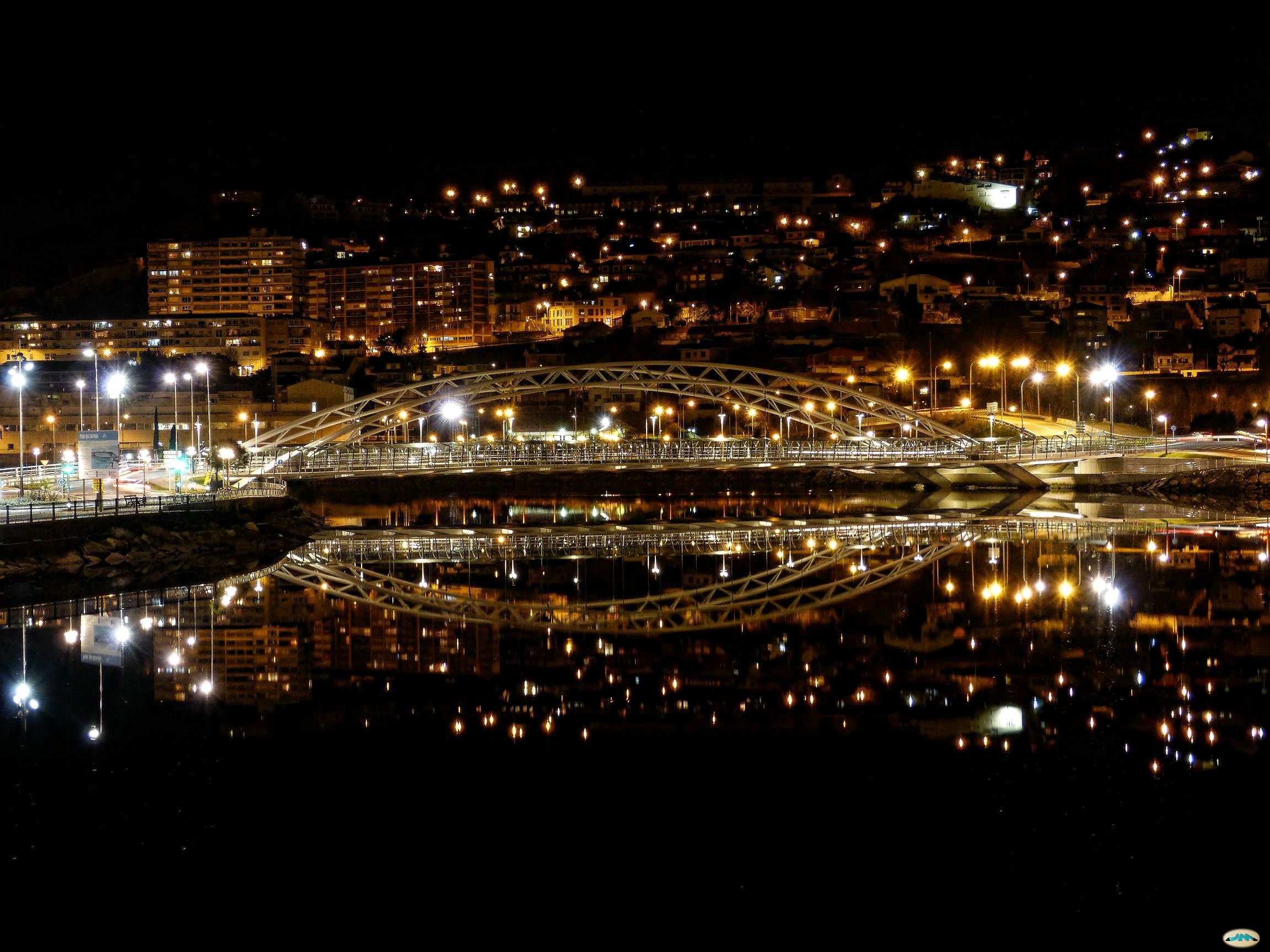
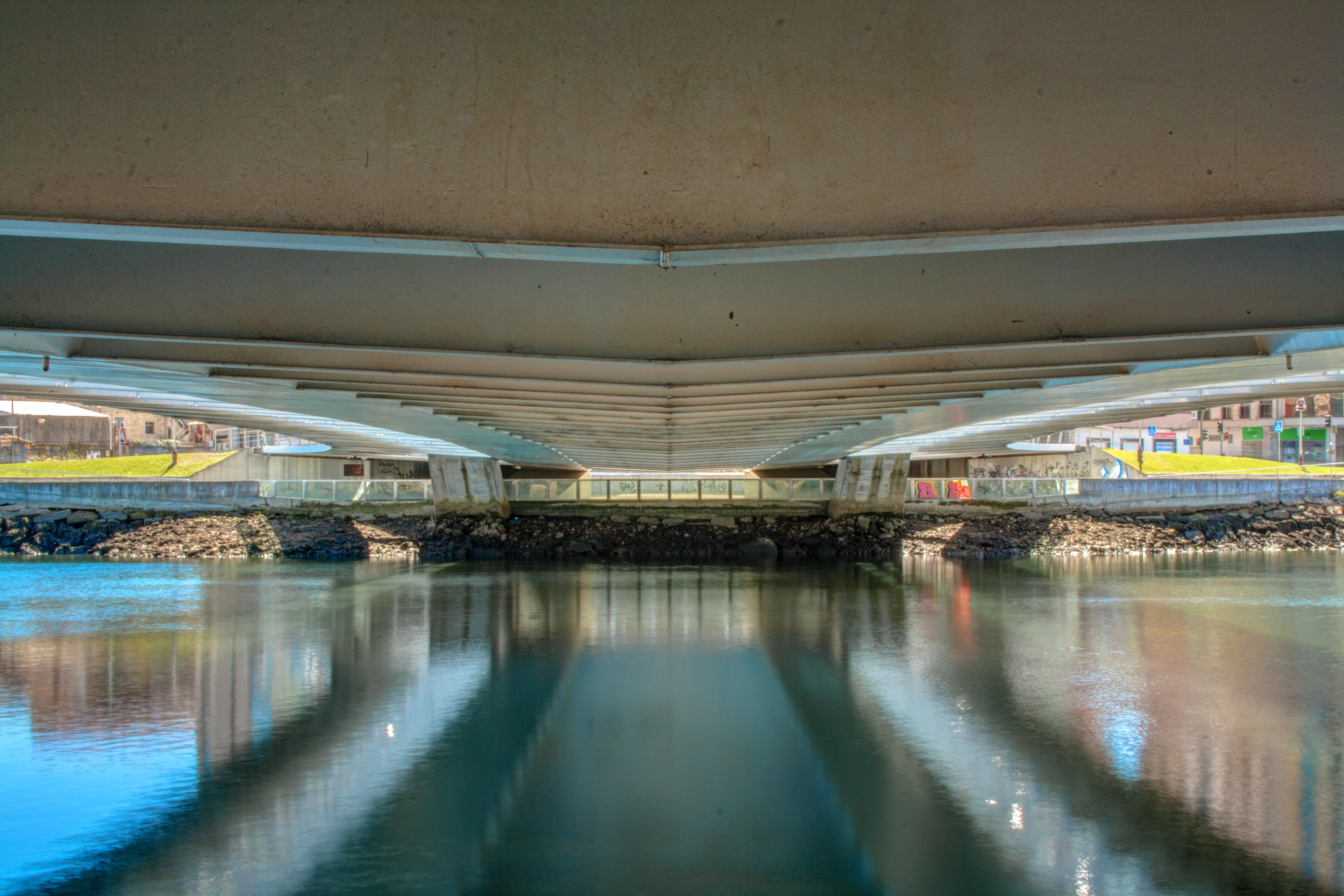
Partie inférieure
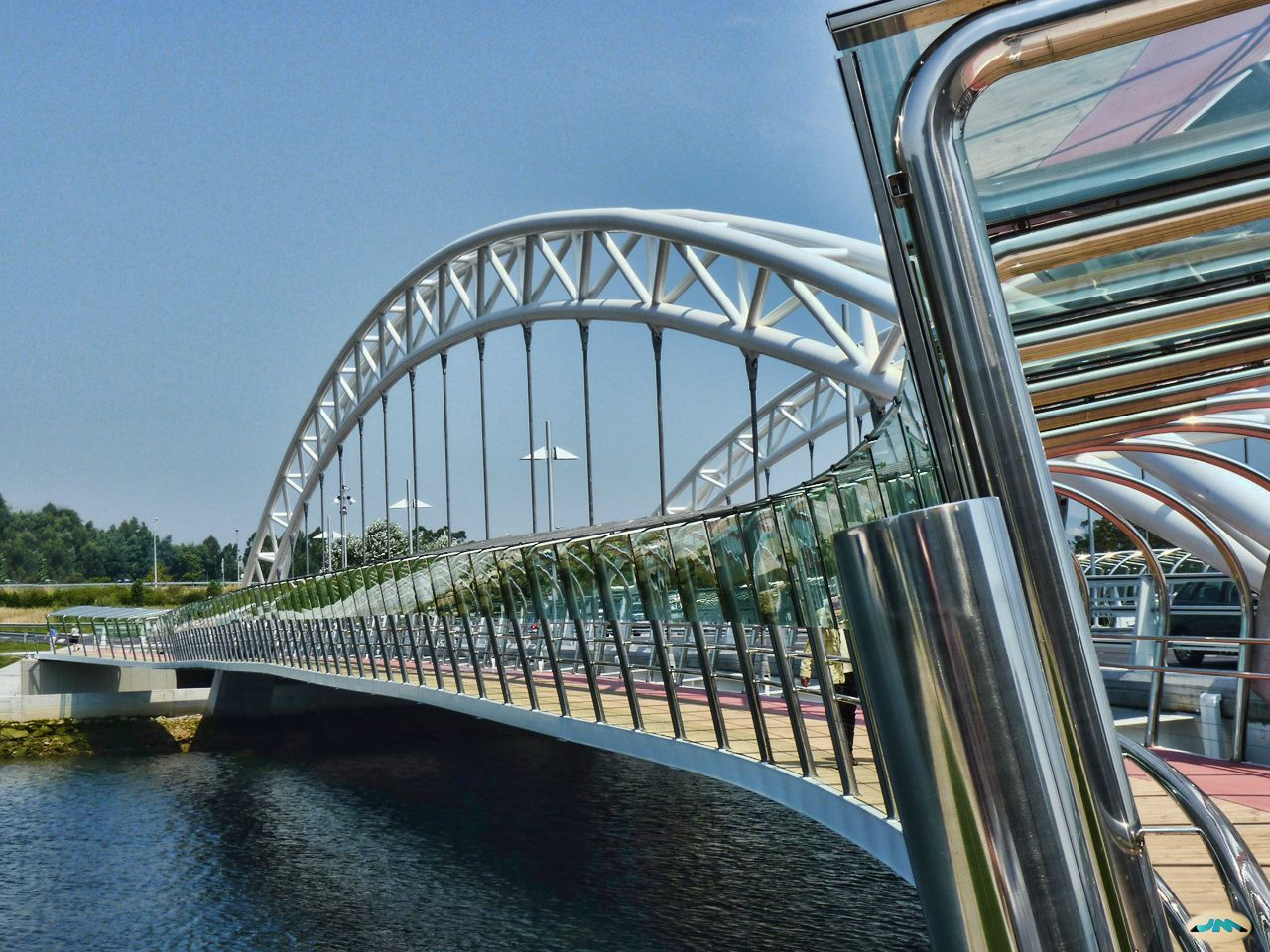
Passerelle piétonne
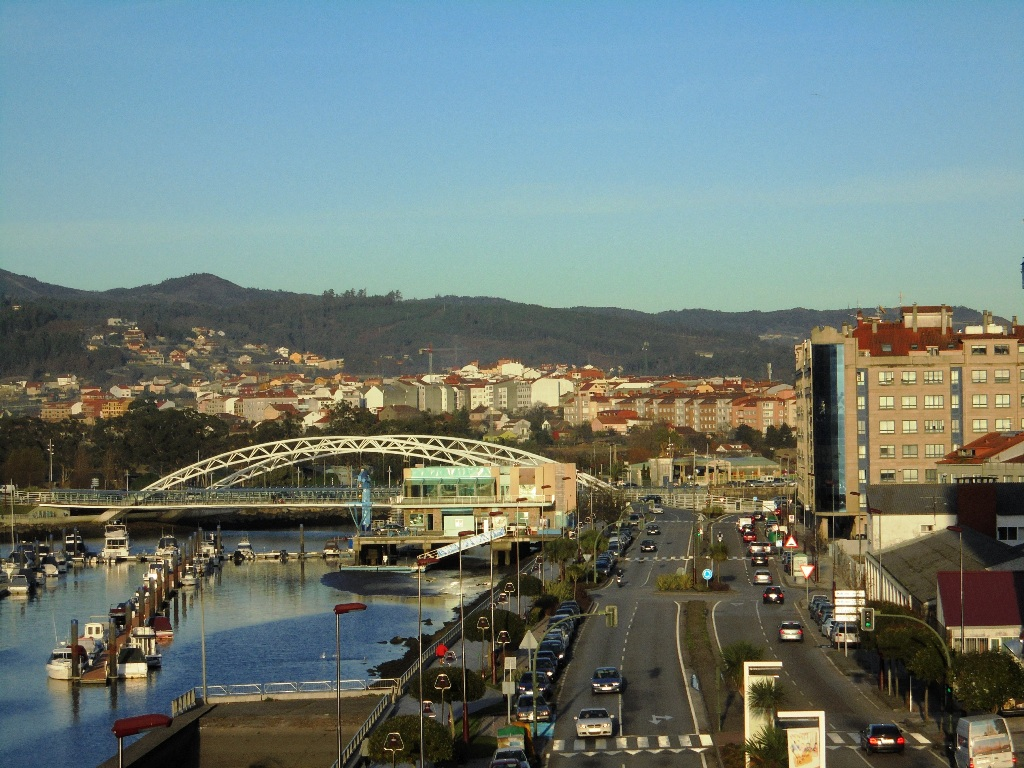
Pont et Avenue Uruguay